# Friedrich Schepsmeier
Friedrich Schepsmeier (* 16. Juli 1949 in Rahden) ist ein deutscher Lehrer, Politiker und ehemaliger Landtagsabgeordneter (SPD).

## Leben und Beruf
Nach dem Besuch der Volksschule und des Gymnasiums mit dem Abschluss Abitur studierte er Mathematik und Sozialwissenschaften an der Universität Bielefeld. Dem ersten Staatsexamen 1975 folgte 1977 das zweite Staatsexamen für das Lehramt an Gymnasien. Von 1975 bis 1992 unterrichtete er am Söderblom-Gymnasium in Espelkamp. Danach war er bis zum Jahr 1995 am Wittekind-Gymnasium in Lübbecke tätig. Unterbrochen wurde der Schuldienst von 1995 bis 2000, da er in dieser Zeit Abgeordneter für die SPD im nordrheinwestfälischen Landtag war. Seit 2000 ist er am Gymnasium in Petershagen, und seit 2003 dort als Oberstudiendirektor, tätig. 2015 ging Schepsmeier in Ruhestand.
Er ist verheiratet und hat drei Kinder.
Nebenbei arbeitet Friedrich Schepsmeier als Schöffe beim Landgericht Bielefeld. Begonnen hat er 2004 beim Amtsgericht Minden in Minden.

## Partei
Mitglied der SPD ist Schepsmeier seit 1967. 1970 gründete er gemeinsam mit Wilhelm Priesmeier den Ortsverband der Jusos in Stemwede. Er war Bezirksvorsitzender der Jungsozialisten Ostwestfalen-Lippe von 1971 bis 1975. Dem Unterbezirksvorstand des SPD-Unterbezirks Minden-Lübbecke gehörte er seit 1977 an. Unterbezirksvorsitzender der SPD Minden-Lübbecke war er von März 1990 bis 2001.

## Abgeordneter
Vom 1. Juni 1995 bis zum 1. Juni 2000 war Schepsmeier Mitglied des Landtags des Landes Nordrhein-Westfalen. Er wurde im Wahlkreis 110 Minden-Lübbecke I direkt gewählt.
Im Landtag war er Sprecher des Ausschusses für Landwirtschaft und Naturschutz und Forsten der SPD-Landtagsfraktion.
Er gehörte dem Ausschuss für Schule und Weiterbildung sowie dem Ausschuss für Kinder, Jugend und Familie an.
Dem Kreistag des Kreises Minden-Lübbecke gehörte er von 1979 bis 1984 und von 1989 bis 2004 an. Von 1979 bis 1980 war Schepsmeier Mitglied im Rat der Stadt Espelkamp.
Seit 2009 ist er Mitglied des Rates der Stadt Rahden.